# Maidenbower
Maidenbower är en ort i Storbritannien.   Den ligger i grevskapet West Sussex och riksdelen England, i den södra delen av landet, 40 km söder om huvudstaden London. Maidenbower ligger 72 meter över havet och antalet invånare är 8 070.
Terrängen runt Maidenbower är platt. Runt Maidenbower är det tätbefolkat, med 383 invånare per kvadratkilometer. Närmaste större samhälle är Crawley, 2,2 km väster om Maidenbower. I omgivningarna runt Maidenbower växer i huvudsak blandskog.